# Laurean Tulai
Laurean Tulai (n. 11 octombrie 1929, Câmpia Turzii, Cluj, România – d. 1990, Oradea, România) a fost un demnitar comunist, membru de partid din 1946. Laurean Tulai a fost membru al CC al PCR în perioada 1969 - 1989. Laurean Tulai a fost deputat în Martea Adunare Națională în perioadele 1969 -1973, 1975 - 1980 și 1985 - 1989. În 1971, Laurean Tulai a fost decorat cu Ordinul 23 August, clasa a III-a. 
La data de 17 aprilie 1990, Laurean Tulai a fost rechemat din calitatea de ambasador extraordinar și plenipotențiar al României în Republica Islamică Pakistan. 

## Distincții
- Ordinul „Steaua Republicii Socialiste România” clasa a IV-a (25 decembrie 1967) „pentru merite deosebite în opera de construire a socialismului, cu prilejul celei de-a XX-a aniversări a proclamării Republicii”[3]
- Ordinul „23 August” clasa a III-a (4 mai 1971) „cu prilejul aniversării a 50 de ani de la constituirea Partidului Comunist Român, [...] pentru merite deosebite în opera de construire a socialismului”[4]
- Ordinul Muncii clasa a II-a (7 mai 1981) „pentru rezultatele obținute în îndeplinirea cincinalului 1976–1980, pentru contribuția deosebită adusă la înfăptuirea politicii Partidului Comunist Român de făurire a societății socialiste multilateral dezvoltate în patria noastră, cu prilejul aniversării a 60 de ani de la făurirea Partidului Comunist Român”[5]